# Martinovići (żupania dubrownicko-neretwiańska)
Martinovići – wieś w Chorwacji, w żupanii dubrownicko-neretwiańskiej, w gminie Župa dubrovačka. W 2011 roku liczyła 126 mieszkańców.